# The Murder Game
The Murder Game är en bok utgiven den 7 juni 1997 av BBC Books skriven av Steve Lyons och är baserad på den brittiska science fiction TV-serien Doctor Who.
Bokens huvudkaraktärer är den andra doktorn, Ben och Polly. Boken är känd för att introducera ett främmande hot kallat Selachians, detta återkommer senare i bokserien Past Doctor Adventures.